# Rovio Entertainment
Rovio Entertainment Ltd., eller Rovio, är ett finländskt datorspelsföretag grundat 2003 med bas i Esbo. Företaget är mest känt som utvecklare av mobilspelet Angry Birds. År 2010 hade företaget 40 anställda.
Företaget hette Rovio Mobile fram till juli 2011.